# Grifola platypora
Grifola platypora är en svampart som beskrevs av Gray 1821. Grifola platypora ingår i släktet Grifola och familjen Meripilaceae.   Inga underarter finns listade i Catalogue of Life.